# SM-64 Navaho
El  North American SM-64 Navaho fue un proyecto de misil de crucero intercontinental estadounidense, comenzado después del final de la Segunda Guerra Mundial, cuando el Ejército de los Estados Unidos no consideraba prácticos tecnológicamente los misiles balísticos.

## Diseño y desarrollo

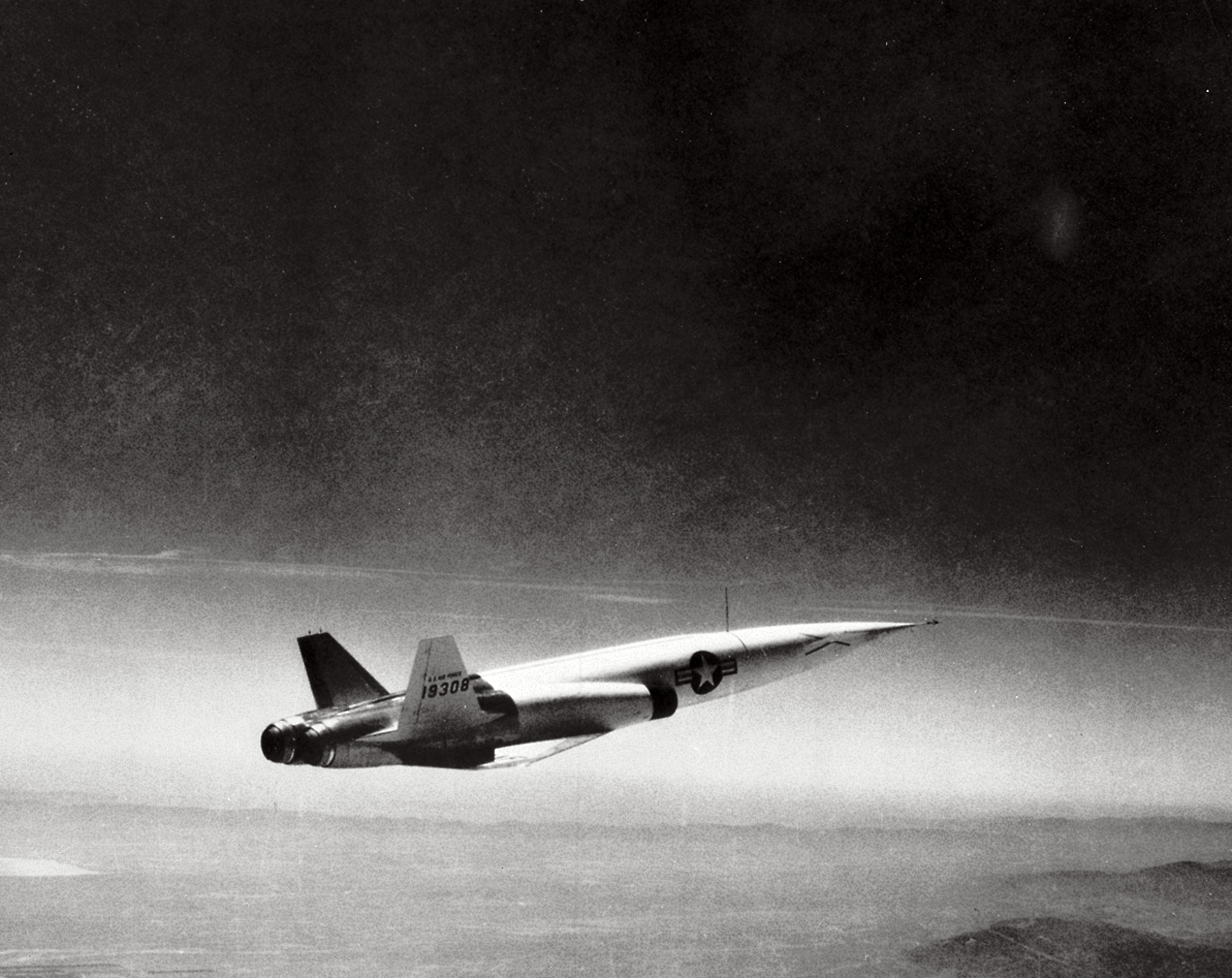
Navaho en vuelo, 1957

El Navaho habría necesitado un motor cohete alimentado por combustible líquido para alcanzar Mach 3 y hacer posible la ignición de su motor estatorreactor. Los trabajos sobre el motor cohete necesario para el Navaho se derivaron del motor del cohete V2 alemán y fueron el precedente para los posteriores motores que se usarían en los cohetes espaciales norteamericanos.
Durante el proyecto se reveló que alcanzar la tecnología necesaria para construir un misil de crucero capaz de volar a Mach 3 (sistemas de guiado, materiales...) era más difícil que la necesaria para construir un misil balístico. Finalmente, hubo diferentes misiles balísticos disponibles (Redstone, Thor, Jupiter y Atlas) antes de que volase el primer Navaho con capacidad equivalente. De todos modos, el trabajo sobre el Navaho proporcionó la experiencia necesaria para desarrollar rápidamente los misiles balísticos y alcanzar a los soviéticos en la carrera armamentística, y también permitió innovaciones (fabricación de los depósitos de combustible, guía inercial, navegación estelar) que serían más tarde usadas en los vehículos espaciales. North American Aviation, la empresa contratada para el diseño y construcción del Navaho, estuvo más tarde en una posición privilegiada que le permitió ganar contratos para el X-15, la nave Apolo y el transbordador espacial.
Simultáneamente, los soviéticos estaban desarrollando también, sin que ninguna de las partes tuviera conocimiento de lo que hacía la otra, misiles de crucero intercontinanteles, el Buran y el Burya. E igualmente que con el proyecto estadounidense, el proyecto de misiles de crucero intercontinentales sería cancelado.

## Operadores
Estados Unidos
- Fuerza Aérea de Estados Unidos: canceló el programa antes de aceptar al Navaho en servicio.

## Supervivientes

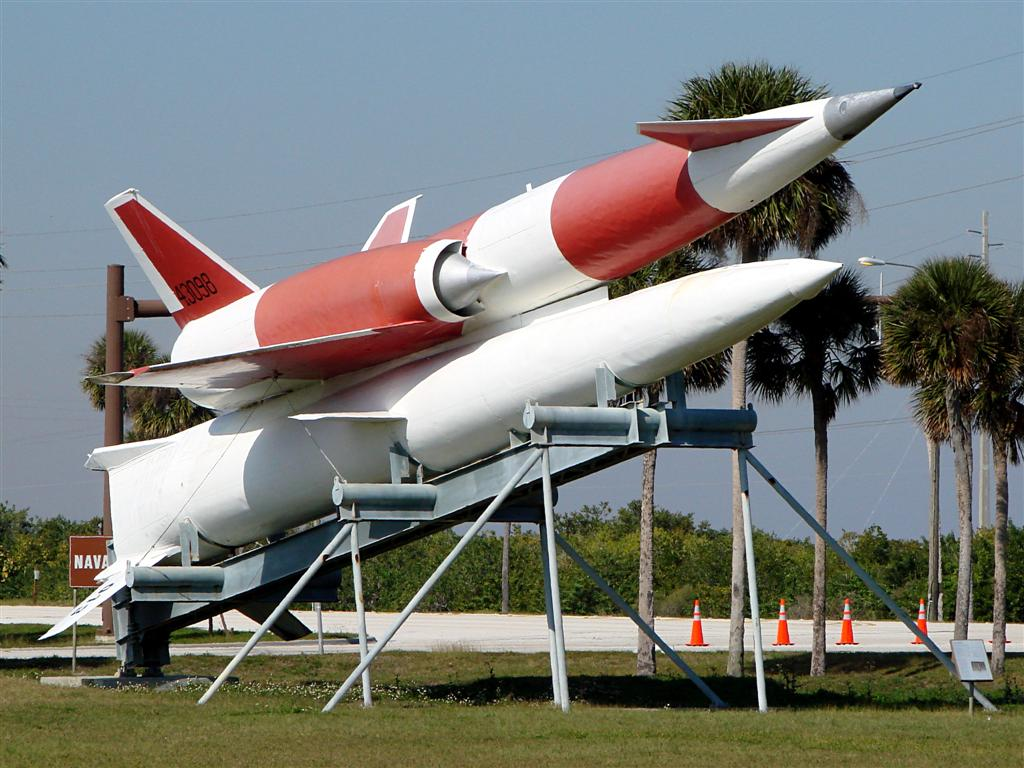
Navaho en exhibición en la CCAFS, Florida.

El único misil Navaho en existencia está actualmente fuera de la puerta de la entrada sur de la Estación de la Fuerza Aérea de Cabo Cañaveral, Florida.

## Aeronaves relacionadas

### Aeronaves similares
- CIM-10 Bomarc
- North American X-10
- SM-62 Snark

### Secuencias de designación
- Secuencia NA-_ (interna de North American): ← NA-430 - NA-431 - D481 - NA-704
- Secuencia SSM-_ (Cohetes y misiles de la USAF, 1947-1951): SSM-A-1 - SSM-A-2 - SSM-A-3 - SSM-A-4 - SSM-A-5 - SSM-A-6
- Secuencia B-_ (Bombarderos del USAAC/USAAF/USAF, 1926-1962): ← B-61 - B-62 - B-63 - B-64 - B-65 - B-66 - B-67 →
- Secuencia __M-_ (Cohetes y misiles de la USAF, 1955-1962): TM-61 - SM-62 - GAM-63 - SM-64 - SM-65 - GAM-67 - SM-68 →